# Interleukin 19

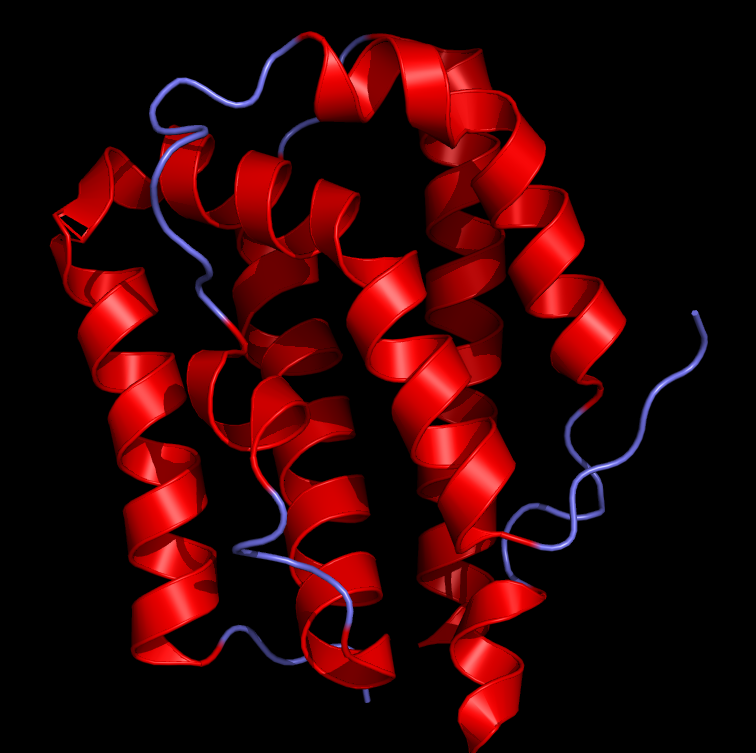
Struktura alfa helixu IL-19

Interleukin IL-19 je protein ze skupiny cytokinů rodiny IL-10. IL-19 je kódován genem na chromozomu 1.

## Struktura IL-19
Gen pro IL-19 se skládá z 7 exonů a nachází se na chromozomu 1. Sekretovaný IL-19 je složený z 159 aminokyselin, které tvoří strukturu alfa-helixu.

## Funkce IL-19
IL-19 jsou exprimovány hlavně v monocytech a méně v B lymfocytech. IL-19 zvyšuje produkci Th-2 cytokinů v T lymfocytech a indukuje expresi IL-10 v monocytech. Zdá se, že žádné další imunitní buňky neexprimují tvorbu IL-19.

Lidský chromozom 1

## Imunoregulační funkce
Díky tomu, že tvoří homology s IL-20 a IL-24; IL-19 dokáže navázat receptorový komplex IL-20. Po navázání s receptory proběhne signalizace. Aktivuje se signalizační dráha pro aktivaci transkripčního faktoru STAT 3, který je nezbytný pro embryonální vývoj a diferenciaci Th17 lymfocytů. Receptory IL-20 se nacházejí převážně v mezenchymální oblasti tkání kůže, plic a reproduktivních orgánů. Porucha tvorby IL-19 má pravděpodobně jeden ze společných vlivů na různé alergické odpovědi a další patogeneze některých atopických a kožních poruchy typu Th1, například psoriáza.

## Rodina IL-10
IL-19 je cytokin, který patří do rodiny IL-10 cytokinů. Dále do této rodiny patří interleukiny IL-10, IL-20, IL-22, IL-24, IL-26 a další viry kódované cytokiny.